# شهرداری شهر لیوبلیانا
شهرداری شهر لیوبلیانا (به لاتین: City Municipality of Ljubljana) یک منطقهٔ مسکونی در اسلوونی است که در اسلوونی واقع شده‌است. شهرداری شهر لیوبلیانا ۲۷۵ کیلومتر مربع مساحت و ۲۸۸٬۸۳۲ نفر جمعیت دارد.